# 신경제정책

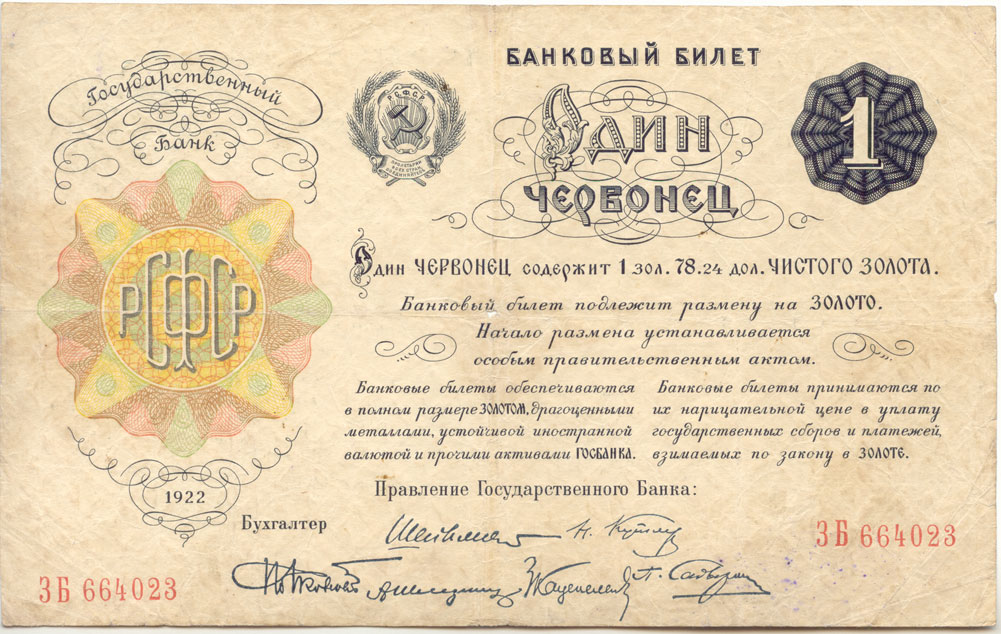
1922년에 쓰인 소련의 금태환화폐(체르보네츠, chervonetz). 화폐경제는 소련의 자본주의적 경제재건의 핵심 요소였다.

신경제정책(新經濟政策, 러시아어: новая экономическая политика, НЭП, 네프)은 1921년부터 1928년의 5개년 계획 개시까지 시행한, 전시공산주의를 수정한 경제 정책이다. 국내 전쟁에서는 농민을 토지의 무상(無償) 해방으로 혁명에 참가시켰다고는 하지만, 과중한 부담을 지웠기 때문에 불만을 자아냈다.
인구의 거의 대부분을 차지하는 농민의 생산 의욕을 무시하고 사회 건설을 한다는 것은 불가능한 일이며, 또 소생산자(小生産者)들을 공산화하기 위해서는 일정한 단계를 필요로 했으므로 정책 결정에 있어서는 소련 공산당 내부에서의 논쟁이 일어났으나 블라디미르 레닌 등에 의해 결정된 것이다. 농민의 수확물 자유판매, 공산주의 체제 테두리에서의 소기업 경영(小企業 經營), 상거래 등 시장사회주의적 방법도 인정했다. 이 때문에 부농(富農) 등이 생기기도 하였다. 상공업 분야에서는 소규모의 사기업을 인정하였다.

## 정책
신경제정책은 소련 경제에서 공공부문과 민간부문의 공존을 용인했으며, 국가 산업의 몇몇 부문에서 일어나고 있었던 완전 국유화를 중단했다. 해외의 기술이나 자본을 유치할 필요가 있는 분야에서의 외국인 투자 유치 또한 기대되었다.
신경제정책이 가장 크게 영향을 미친 것은 농업 부문이었다. 기존의 집단 농업 정책이 농민의 큰 반대에 부딪혔기 때문에, 신경제정책은 농민의 사유지 소유를 허용했다.
레닌은 러시아에서 사회주의를 달성하기 위해 우선 국가의 감독을 받는 시장을 통한 국가자본주의로 후퇴함으로써, 사회주의 실현의 전제조건인 자본주의적 성숙을 달성해야 한다고 주장했다. 신경제정책은 곡물 징발을 중단하고, 대신 농업 산출물로부터 세금을 걷으며 농민들이 농작물을 보유하고 거래할 수 있도록 했다. 신경제정책 초기에 이 세금은 현물세였으나 1924년 화폐가 안정화되면서 화폐로 징세되었다. 1921~1922년의 기근 이후로 소련의 농업 생산량은 약 40% 증가했다.
또한 신경제정책은 중앙정부의 계획으로부터 독립적인 경제 시스템을 수용했으며, 독립된 시민단체로서의 노동조합을 용인했다. 자격을 갖춘 노동자들은 공직을 맡을 수 있었으며, 소련 정부는 경제 부문의 경영과 관리를 위해 지식인들을 고용했다. 이로 인해 신경제정책 하에서 전문직이나 상업에 종사하면서 부를 축적한 "네프맨"(NEPmen)이 출현하였다.

## 같이 보기
- 소련
- 블라디미르 레닌
- 코민테른

## 참고 자료
- 이 문서에는 다음커뮤니케이션(현 카카오)에서 GFDL 또는 CC-SA 라이선스로 배포한 글로벌 세계대백과사전의 내용을 기초로 작성된 글이 포함되어 있습니다.